# Copidryas cosyra
Copidryas cosyra là một loài bướm đêm trong họ Noctuidae.